# Великовисочное
Великови́сочное (Ви́ска) — село в Заполярном районе Ненецкого автономного округа России. Административный центр Великовисочного сельсовета.

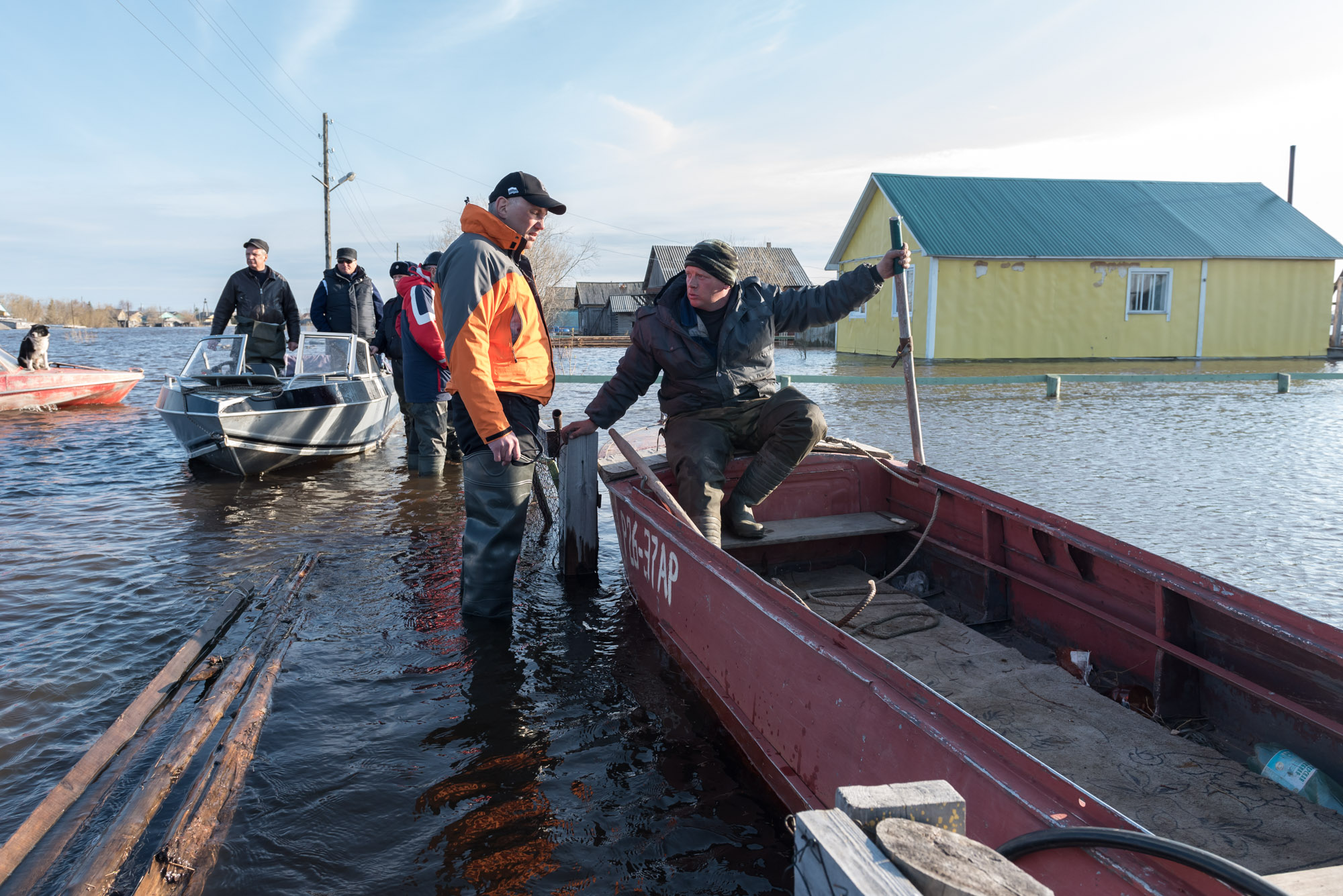
Наводнение в Великовисочном в июне 2017 года

## Происхождение названия
Значение праславянского корня «вис» можно трактовать как «речка между озёрами, проток; речка, берущая начало из озера и болота (озерная речка) и впадающая в реку, море».
По мнению В. Лучика, значение праславянского корня «вис» можно трактовать как «разливаться», «течь» (родственно с гидронимами Висла и Висунь).

## География
Село расположено на левом берегу протоки реки Печора — протока Висничевский Шар в 4 км от места её впадения в основное русло реки Печоры в районе села в Висничевский Шар впадает река Великая Виска давшая название селу. Расстояние по реке Печора до административного центра Ненецкого автономного округа, Нарьян-Мара — 90 км.

## История
Село было основано в 1564 году семьями Бараковых, Дитятевых и Безумовых.
Основным видом весеннего промысла был лов белой рыбы неводами на низу, то есть в низовье Печоры и в Губе, для чего использовались неводные сети. Великовисочное в начале XX веке было крепким середняцким селом, ибо основную массу хозяйств составляли средние хозяйства, основанные на личном труде.
В 1845 году открыт церковный приход. Жители села и окрестных деревень и выселков стали иметь свою церковь, отправлять в ней богослужение и совершать обряды венчания, крещения и другие, что до этого времени осуществлялось через церкви Пустозерска.
В 1872—1873 годах вместо упраздненной была построена новая церковь во имя Св. Чудотворца Николая с благословения преосвященнейшего Епископа Архангельского и Холмогорского Нафанаила, иждивением приходского крестьянина Николая Петровича Дитятева. Церковь пятиглавая, вместительная. В 1879 году в семи саженях от церкви на средства приходского же крестьянина Алексея Васильевич Дитятева была построена на каменном фундаменте колокольня на семь колоколов.
В 1873 году открыто одноклассное сельское училище министерства народного просвещения.
В ноябре 1918 года в Великовисочном произошел бой между красноармейским отрядом П. А. Артеева и белогвардейским ополчением Пустозерской волости.
20 декабря 1929 года, на территории Ненецкого (Самоедского) округа из Пустозерской волости (без Ермицкого сельсовета) и Тельвисочно-Самоедского (Тельвисочно-Ненецкого) района, ранее входивших в Печорский уезд Архангельской губернии, был образован Пустозерский район.
Центром района стало село Великовисочное.
Постановлением ВЦИК от 2 марта 1932 года административный центр Пустозерского района, Ненецкого национального округа, Северного края, был перенесён из села Великовисочное в село Оксино, с сохранением прежнего названия района.
В том же году Пустозерский район был переименован в Нижне-Печорский район.
В 1955 году Нижне-Печорский район в Ненецком национальном округе был упразднён.
В 2005 году Великовисочное вошло в состав Заполярного района и стало центром сельского поселения «Великовисочный сельсовет».
10 сентября 2017 года в муниципальный представительный орган Великовисочного прошли выборы, в которых принял участие 41 избиратель (8,84 % из имеющихся 463 избирателей). Один из избранных депутатов набрал лишь один голос избирателя.

## Население
| 2002 | 2010 |
| ---- | ---- |
| 735  | ↘544 |

| Народ                           | Численность, чел. | Доля от указавших национальность, % |
| ------------------------------- | ----------------- | ----------------------------------- |
| Русские                         | 480               | 90,23                               |
| Коми                            | 40                | 7,52                                |
| Ненцы                           | 9                 | 1,69                                |
| Украинцы                        | 3                 | 0,56                                |
| Всего, указавших национальность | 532               | 100%                                |
| Национальность не указана       | 4                 |                                     |

## Экономика
Основное занятие населения — рыболовство и молочное животноводство. Центральная база рыболовецкого колхоза СПК РК «им. Ленина».

## Транспорт
В период навигации на реке Печоре выполняются ежедневные рейсы на теплоходе по маршруту Нарьян-Мар — Великовисочное — Лабожское.
Регулярные авиарейсы один раз в неделю из Нарьян-Мара на вертолёте Ми-8 в зимний период. Грузы доставляются по реке Печора в период навигации из городов Печора и Нарьян-Мар а также гусеничным транспортом зимой из Нарьян-Мара.

## Инфраструктура
Средняя общеобразовательная школа, интернат, участковая больница, детский сад, дом культуры, магазины, электростанция.

## Религия
В 1870-х построена церковь Николая Чудотворца, в 1950-х была утрачена.
10 июля 2012 года на встрече епископа Нарьян-Марского и Мезенского Иакова (Тисленко) с жителями и главой сельской администрации было принято решение о создании православного прихода.